# 2006年の日本シリーズ
2006年のプロ野球日本選手権シリーズは、2006年（平成18年）10月21日から10月26日まで開催された57回目のプロ野球日本選手権シリーズである。

## 概要
この年の日本シリーズはセントラル・リーグ優勝の中日ドラゴンズと、パシフィック・リーグ優勝の北海道日本ハムファイターズの対決となった。両チームの対戦は日本ハムの前身球団（東急フライヤーズ→東映フライヤーズ→日拓ホームフライヤーズ）時代を含め史上初の組み合わせとなった。日本ハムは北海道移転後初のリーグ優勝であり（「後楽園シリーズ」と呼ばれた1981年以来25年ぶり）、北海道で日本シリーズが開催されるのも史上初である。
二大都市圏以外のチーム同士の日本シリーズは、1954年、1974年、1999年に次いで4例目となった。
また中日の本拠地ナゴヤドームと日本ハムの本拠地札幌ドームでの開催は、2016年の広島（マツダスタジアム）と日本ハム（札幌ドーム）の日本シリーズに更新されるまでは史上最長距離でのシリーズ対決となった。
日本ハムが第1戦に敗れた後、4連勝で日本一となり、東映時代以来44年ぶり、北海道移転後初の日本一となった。また2003年のダイエー（現ソフトバンク）から4年連続でパシフィック・リーグ代表チームが日本シリーズを制したが、これは1956年の西鉄（現・西武）から1959年の南海（現・ソフトバンク）、1974年のロッテから1977年の阪急（現オリックス）に続き日本シリーズ史上3度目のことであった。
勝利した日本ハムには11月に東京ドームで開催されるアジアシリーズへの出場権が与えられた。
なお、セ・パ両リーグは2007年度シーズンよりクライマックスシリーズ制度を導入したため、ペナントレースの制覇により日本シリーズ出場権を与えられたチームは、2006年度の中日が最後となった。
札幌ドームにおいてはホームチーム（日本ハム）が3塁側ベンチを使用している事情から、このシリーズでは全試合とも中日が1塁側、日本ハムが3塁側のベンチを使用した。

## 試合日程
- 第1戦：10月21日・ナゴヤドーム
- 第2戦：10月22日・ナゴヤドーム
- 第3戦：10月24日・札幌ドーム
- 第4戦：10月25日・札幌ドーム
- 第5戦：10月26日・札幌ドーム

試合開始は全試合18時10分 （JST）。

## 試合経過等
| 日付                                              | 試合   | ビジター球団（先攻）       | スコア | ホーム球団（後攻）         | 開催球場     |
| ------------------------------------------------- | ------ | -------------------------- | ------ | -------------------------- | ------------ |
| 10月21日（土）                                    | 第1戦  | 北海道日本ハムファイターズ | 2 - 4  | 中日ドラゴンズ             | ナゴヤドーム |
| 10月22日（日）                                    | 第2戦  | 北海道日本ハムファイターズ | 5 - 2  | 中日ドラゴンズ             | ナゴヤドーム |
| 10月23日（月）                                    | 移動日 | 移動日                     | 移動日 | 移動日                     | 移動日       |
| 10月24日（火）                                    | 第3戦  | 中日ドラゴンズ             | 1 - 6  | 北海道日本ハムファイターズ | 札幌ドーム   |
| 10月25日（水）                                    | 第4戦  | 中日ドラゴンズ             | 0 - 3  | 北海道日本ハムファイターズ | 札幌ドーム   |
| 10月26日（木）                                    | 第5戦  | 中日ドラゴンズ             | 1 - 4  | 北海道日本ハムファイターズ | 札幌ドーム   |
| 優勝：北海道日本ハムファイターズ（44年ぶり2回目） |        |                            |        |                            |              |

### 第1戦
10月21日 ○中日4-2日本ハム●（ナゴヤドーム）
|          | 1 | 2 | 3 | 4 | 5 | 6 | 7 | 8 | 9 | R | H | E |
| -------- | - | - | - | - | - | - | - | - | - | - | - | - |
| 日本ハム | 0 | 0 | 2 | 0 | 0 | 0 | 0 | 0 | 0 | 2 | 5 | 1 |
| 中日     | 0 | 2 | 1 | 0 | 0 | 0 | 0 | 1 | x | 4 | 6 | 0 |

1. 日：●ダルビッシュ、武田久、岡島 - 鶴岡
2. 中：○川上、(S)岩瀬 - 谷繁
3. 勝利：川上（1勝）
4. セーブ：岩瀬 （1S）
5. 敗戦：ダルビッシュ（1敗）
6. * 有料入場者 38,009人
  - 審判 球審＝友寄（セ） 塁審＝佐藤（パ）、笠原（セ）、東（パ） 外審＝真鍋（セ）、川口（パ）

- 始球式は高木守道。

| 日本ハム | 日本ハム | 日本ハム     |
| 打順     | 守備     | 選手         |
| -------- | -------- | ------------ |
| 1        | （左）   | 森本         |
| 2        | （二）   | 田中賢       |
| 3        | （三）   | 小笠原       |
| 4        | （一）   | セギノール   |
| 5        | （右）   | 稲葉         |
| 6        | （中）   | SHINJO       |
| 7        | （捕）   | 鶴岡         |
|          | 打       | マシーアス   |
| 8        | （遊）   | 金子         |
| 9        | （投）   | ダルビッシュ |
|          | 打       | 坪井         |
|          | 投       | 武田久       |
|          | 投       | 岡島         |
|          | 打       | 田中幸       |

| 中日 | 中日   | 中日       |
| 打順 | 守備   | 選手       |
| ---- | ------ | ---------- |
| 1    | （二） | 荒木       |
| 2    | （遊） | 井端       |
| 3    | （右） | 福留       |
| 4    | （一） | T・ウッズ  |
|      | 走中   | 英智       |
| 5    | （三） | 森野       |
| 6    | （中） | アレックス |
|      | 走     | 奈良原     |
|      | 一     | 渡邉       |
| 7    | （左） | 井上       |
| 8    | （捕） | 谷繁       |
| 9    | （投） | 川上       |
|      | 打     | 立浪       |
|      | 投     | 岩瀬       |

シリーズ開幕投手は中日が川上憲伸、日本ハムがダルビッシュ有だった。
中日は2回に一死満塁から谷繁の適時打で2点先制。日本ハムは3回表にセギノールの適時打とSHINJOの犠飛で同点に追いついた。しかしその裏中日は二死2・3塁の場面で井上一樹の適時打、再びリードする。中日は、8回裏にも一死二塁から武田久の牽制悪送球で代走の英智を三塁に進めると、アレックスの適時二塁打で4-2とした。
最後は抑えの岩瀬が締め、そのまま逃げ切った。

### 第2戦
10月22日 ●中日2-5日本ハム○（ナゴヤドーム）
|          | 1 | 2 | 3 | 4 | 5 | 6 | 7 | 8 | 9 | R | H | E |
| -------- | - | - | - | - | - | - | - | - | - | - | - | - |
| 日本ハム | 1 | 0 | 0 | 0 | 0 | 0 | 2 | 2 | 0 | 5 | 9 | 0 |
| 中日     | 1 | 0 | 0 | 1 | 0 | 0 | 0 | 0 | 0 | 2 | 6 | 1 |

1. 日：○八木、武田久、(S)MICHEAL - 鶴岡、中嶋
2. 中：●山本昌、平井、岡本、鈴木、久本 - 谷繁
3. 勝利：八木（1勝）
4. セーブ：MICHEAL（1S）
5. 敗戦：山本昌（1敗）
6. 本塁打
日：セギノール1号（岡本）
中：井端1号（八木）、福留1号（八木）
7. * 有料入場者 38,095人
  - 審判 球審＝川口（パ） 塁審＝真鍋（セ）、佐藤（パ）、笠原（セ） 外審＝中村稔（パ）、渡田（セ）

| 日本ハム | 日本ハム | 日本ハム   |
| 打順     | 守備     | 選手       |
| -------- | -------- | ---------- |
| 1        | （左）   | 森本       |
| 2        | （二）   | 田中賢     |
| 3        | （三）一 | 小笠原     |
| 4        | （一）   | セギノール |
|          | 三       | 飯山       |
| 5        | （右）   | 稲葉       |
| 6        | （中）   | SHINJO     |
| 7        | （捕）   | 鶴岡       |
|          | 捕       | 中嶋       |
| 8        | （遊）   | 金子       |
| 9        | （投）   | 八木       |
|          | 打       | 髙橋       |
|          | 投       | 武田久     |
|          | 打       | 小田       |
|          | 打       | マシーアス |
|          | 投       | MICHEAL    |

| 中日 | 中日   | 中日       |
| 打順 | 守備   | 選手       |
| ---- | ------ | ---------- |
| 1    | （二） | 荒木       |
| 2    | （遊） | 井端       |
| 3    | （右） | 福留       |
| 4    | （一） | T・ウッズ  |
| 5    | （三） | 森野       |
| 6    | （中） | アレックス |
| 7    | （左） | 井上       |
| 8    | （捕） | 谷繁       |
| 9    | （投） | 山本昌     |
|      | 投     | 平井       |
|      | 打     | 立浪       |
|      | 走     | 奈良原     |
|      | 投     | 岡本       |
|      | 投     | 鈴木       |
|      | 投     | 久本       |

先発は中日が山本昌、日本ハムが八木智哉。
1回表に日本ハムがセギノールの内野安打の間に1点を先制するが、中日はその裏に井端がソロ本塁打を放ち同点とすると、4回裏には福留のソロ本塁打で勝ち越しに成功する。中日は5回裏にも井上・谷繁の連打で無死一、二塁のチャンスを作るが、山本昌の投前へのバントを八木が三塁で封殺し送れず、結局この回は無得点で終了した。
中日の先発・山本昌は6回まで日本ハム打線を1失点に抑えていたが、7回表一死走者なしの場面で谷繁が打者走者の稲葉に送球を当ててしまい出塁を許す（記録は捕ゴロと谷繁の失策）。続くSHINJOも右前打で続き、日本ハムが一死一、二塁のチャンスを作る。続く鶴岡は三振に倒れるが、その間に一塁走者のSHINJOが二盗を成功させ二死二、三塁。ここで落合監督がマウンドへ向かうが、山本昌は続投。しかし、金子がセンター前へ2点適時打を放ち、稲葉とSHINJOが共に生還。日本ハムが3-2と逆転に成功する。山本昌はここで降板となった。
さらに日本ハムは8回表、3番手で登板した岡本から先頭の森本が右前打で出塁すると、田中賢の犠打、小笠原の一ゴロを挟んで二死三塁のチャンスを作る。ここでセギノールがダメ押しの2点本塁打を放ち5-2とした。
日本ハムの先発・八木は6回をソロ本塁打2本の2失点に封じ、7回裏と8回裏は武田久、9回裏は抑えのMICHEALがそれぞれ無失点に抑えて試合終了。日本ハムが北海道移転後の日本シリーズ初勝利を挙げ、対戦成績を1勝1敗とした。

### 第3戦
10月24日 ○日本ハム6-1中日●（札幌ドーム）
|          | 1 | 2 | 3 | 4 | 5 | 6 | 7 | 8 | 9 | R | H | E |
| -------- | - | - | - | - | - | - | - | - | - | - | - | - |
| 中日     | 1 | 0 | 0 | 0 | 0 | 0 | 0 | 0 | 0 | 1 | 9 | 0 |
| 日本ハム | 3 | 0 | 0 | 0 | 0 | 0 | 0 | 3 | X | 6 | 7 | 0 |

1. 中：●朝倉、小林、中里 - 谷繁
2. 日：○武田勝、武田久、岡島、MICHEAL - 髙橋、中嶋
3. 勝利：武田勝（1勝）
4. 敗戦：朝倉（1敗）
5. 本塁打
日：稲葉1号（中里）

| 中日 | 中日   | 中日       |
| 打順 | 守備   | 選手       |
| ---- | ------ | ---------- |
| 1    | （二） | 荒木       |
| 2    | （遊） | 井端       |
| 3    | （右） | 福留       |
| 4    | （一） | T.ウッズ   |
| 5    | （三） | 森野       |
| 6    | （中） | アレックス |
| 7    | （指） | 立浪       |
| 8    | （捕） | 谷繁       |
| 9    | （左） | 井上       |

| 日本ハム | 日本ハム | 日本ハム   |
| 打順     | 守備     | 選手       |
| -------- | -------- | ---------- |
| 1        | （左）中 | 森本       |
| 2        | （二）   | 田中賢     |
| 3        | （一）   | 小笠原     |
| 4        | （指）   | セギノール |
| 5        | （右）   | 稲葉       |
| 6        | （中）   | SHINJO     |
|          | 左       | 紺田       |
| 7        | （三）   | 稲田       |
|          | 打       | 小田       |
|          | 走三     | 飯山       |
| 8        | （捕）   | 髙橋       |
|          | 捕       | 中嶋       |
| 9        | （遊）   | 金子       |

中日は1回表、荒木がヒットを放ち、二塁へ盗塁を成功させる。そして福留がレフト前タイムリーヒットを放ち中日が1点を先制した。日本ハムは1回裏、森本がヒットで出塁。田中賢の犠打をキャッチャー・谷繁が二塁へ送球するも間に合わず（記録は犠打と野選）、無死一、二塁に。そして小笠原が左中間への逆転2点タイムリーを放つ。更に稲葉の犠牲フライで合計3点を挙げた日本ハムが初回で試合をひっくり返した。その後試合は膠着したが、8回裏に二死一、二塁から、中日の三番手・中里篤史の初球のカーブを稲葉がバックスクリーン右へ叩き込む。この3ランホームランで日本ハムが6-1とした。
9回表は日本ハムの守護神・MICHEALが中日の攻撃を三者凡退に抑え、日本ハムが連勝で対戦成績を2勝1敗とした。

### 第4戦
10月25日 ○日本ハム3-0中日●（札幌ドーム）
|          | 1 | 2 | 3 | 4 | 5 | 6 | 7 | 8 | 9 | R | H | E |
| -------- | - | - | - | - | - | - | - | - | - | - | - | - |
| 中日     | 0 | 0 | 0 | 0 | 0 | 0 | 0 | 0 | 0 | 0 | 7 | 0 |
| 日本ハム | 0 | 0 | 1 | 0 | 2 | 0 | 0 | 0 | x | 3 | 8 | 0 |

1. 中：●中田、石井、鈴木、久本、吉見 - 谷繁
2. 日：○金村、トーマス、建山、岡島、(S)MICHEAL - 髙橋、中嶋、鶴岡
3. 勝利：金村（1勝）
4. セーブ：MICHEAL（2S）
5. 敗戦：中田（1敗）
6. * 有料入場者 41,835人
  - 審判 球審＝東（パ） 塁審＝友寄（セ）、中村稔（パ）、真鍋（セ） 外審＝川口（パ）、笠原（セ）

| 中日 | 中日   | 中日       |
| 打順 | 守備   | 選手       |
| ---- | ------ | ---------- |
| 1    | （二） | 荒木       |
| 2    | （遊） | 井端       |
| 3    | （右） | 福留       |
| 4    | （一） | T.ウッズ   |
| 5    | （指） | 立浪       |
| 6    | （三） | 森野       |
| 7    | （中） | アレックス |
|      | 打中   | 上田       |
|      | 打中左 | 英智       |
| 8    | （捕） | 谷繁       |
| 9    | （左） | 井上       |
|      | 中     | 藤井       |

| 日本ハム | 日本ハム | 日本ハム   |
| 打順     | 守備     | 選手       |
| -------- | -------- | ---------- |
| 1        | （左）中 | 森本       |
| 2        | （二）   | 田中賢     |
| 3        | （一）   | 小笠原     |
| 4        | （指）   | セギノール |
| 5        | （右）   | 稲葉       |
| 6        | （中）   | SHINJO     |
|          | 捕       | 鶴岡       |
| 7        | （三）   | 稲田       |
|          | 打       | マシーアス |
|          | 走三     | 飯山       |
| 8        | （捕）   | 髙橋       |
|          | 捕       | 中嶋       |
|          | 走左     | 紺田       |
| 9        | （遊）   | 金子       |

### 第5戦
10月26日 ○日本ハム4-1中日●（札幌ドーム）
|          | 1 | 2 | 3 | 4 | 5 | 6 | 7 | 8 | 9 | R | H | E |
| -------- | - | - | - | - | - | - | - | - | - | - | - | - |
| 中日     | 0 | 0 | 0 | 1 | 0 | 0 | 0 | 0 | 0 | 1 | 8 | 0 |
| 日本ハム | 0 | 0 | 0 | 0 | 1 | 2 | 0 | 1 | x | 4 | 8 | 0 |

1. 中：●川上、平井、久本、中里 - 谷繁
2. 日：○ダルビッシュ、岡島、(S)MICHEAL - 鶴岡、中嶋
3. 勝利：ダルビッシュ（1勝1敗）
4. セーブ：MICHEAL（3S）
5. 敗戦：川上（1勝1敗）
6. 本塁打
日：=セギノール2号（川上）、稲葉2号（久本）
7. * 有料入場者 42,030人
  - 審判 球審＝笠原（セ） 塁審＝川口（パ）、友寄（セ）、中村稔（パ） 外審＝渡田（セ）、佐藤（パ）

| 中日 | 中日   | 中日       |
| 打順 | 守備   | 選手       |
| ---- | ------ | ---------- |
| 1    | （二） | 荒木       |
| 2    | （遊） | 井端       |
| 3    | （右） | 福留       |
| 4    | （一） | T.ウッズ   |
| 5    | （指） | 立浪       |
| 6    | （三） | 森野       |
| 7    | （左） | 井上       |
|      | 打     | 川相       |
|      | 左     | 上田       |
| 8    | （捕） | 谷繁       |
| 9    | （中） | 英智       |
|      | 打     | アレックス |

| 日本ハム | 日本ハム | 日本ハム   |
| 打順     | 守備     | 選手       |
| -------- | -------- | ---------- |
| 1        | （左）   | 森本       |
| 2        | （二）   | 田中賢     |
| 3        | （一）   | 小笠原     |
| 4        | （指）   | セギノール |
| 5        | （右）   | 稲葉       |
| 6        | （中）   | SHINJO     |
| 7        | （三）   | 稲田       |
|          | 走三     | 飯山       |
| 8        | （捕）   | 鶴岡       |
|          | 捕       | 中嶋       |
| 9        | （遊）   | 金子       |

4回表、中日は二死満塁から荒木の打球が小笠原のグラブをはじく強襲適時打となり、先制する。日本ハムは5回裏、稲田の二塁打と鶴岡の犠打で一死三塁とすると、金子が中日バッテリーの意表を突くスクイズで追い付いた。6回裏、一死三塁からセギノールが2点本塁打を放ち、勝ち越しに成功した。8回裏、一死から稲葉が久本から本塁打を放ち4-1とダメ押しした。
投げては先発のダルビッシュが8回一死まで1失点の好投。後は岡島、MICHEALと中継ぎ、救援陣が中日打線を抑え4-1で勝利した。
現役引退を表明している中日の川相は、6回に犠打を決めた。日本ハムの新庄は6番・センターとして出場し、第3打席に内野安打を放った。最終打席は涙を流しながら立ち、フルスイングの3球三振だった。
日本一決定後、新庄はセンターの守備位置で胴上げされ、有終の美を飾った。
このあと日本ハムは4度日本シリーズに進出したが、日本一はマツダスタジアムでの1度にとどまったまま北広島市のエスコンフィールドHOKKAIDOに移転となるため、札幌ドームでの日本一は最初で最後となった。

## 表彰選手
- 最高殊勲選手賞：稲葉篤紀（日本ハム） ※2HRを含むシリーズ最多の7打点
- 敢闘賞：川上憲伸（中日） ※第1戦で中日唯一の勝ち星をあげる
- 優秀選手賞：森本稀哲（日本ハム） ※シリーズ首位打者（.368）
- 優秀選手賞：フェルナンド・セギノール（日本ハム） ※第2戦と第5戦の決勝HR
- 優秀選手賞：ダルビッシュ有（日本ハム） ※2試合に先発し、第5戦の勝利投手となる

## テレビ・ラジオ中継

### テレビ中継
第1戦:10月21日
- 中部日本放送（CBC）≪TBS系列 製作著作・中部日本放送、制作協力・TBSテレビ、北海道放送、中国放送≫

第2戦:10月22日
- 東海テレビ放送（THK）≪フジテレビ系列 制作・東海テレビ、フジテレビ（CX）≫
- NHK衛星第1テレビ・NHK衛星ハイビジョン

第3戦:10月24日
- 北海道テレビ放送（HTB）≪テレビ朝日系列 制作・テレビ朝日（EX）≫

第4戦:10月25日
- テレビ北海道（TVh）≪テレビ東京系列、岐阜放送（GBS）、三重テレビ（MTV）、びわ湖放送（BBC）、KBS京都（KBS）、サンテレビ（SUN）、奈良テレビ（TVN）、テレビ和歌山（WTV） 制作・テレビ東京（TX）≫
- NHK衛星第1テレビ・NHK衛星ハイビジョン

第5戦:10月26日
- 北海道テレビ放送 ≪テレビ朝日系列 制作・テレビ朝日≫

※第6戦以降は、第6戦が東海テレビ・フジテレビ系列とBSフジ、第7戦がCBC・TBS系列の予定だった。
※NHK衛星第1テレビ（BS1）とNHK衛星ハイビジョン（BShi）の同時放送は今大会の第4戦が最後となった。

### ラジオ中継
第1戦:10月21日
- NHKラジオ第1
- CBCラジオ（JRN）
- 東海ラジオ・STVラジオ（NRN）
- TBSラジオ（独自）
- 文化放送（独自）
- ニッポン放送（独自）
- ラジオ日本
- HBCラジオ（独自）
- MBSラジオ（独自）

第2戦:10月22日
- NHKラジオ第1
- CBCラジオ（JRN）
- 東海ラジオ・STVラジオ・文化放送（NRN）
- TBSラジオ（独自）
- ニッポン放送（独自）
- ラジオ日本
- HBCラジオ（独自）

第3戦:10月24日
- NHKラジオ第1
- HBCラジオ（独自）
- HBCラジオ制作JRN裏送り
- STVラジオ・東海ラジオ（NRN）
- TBSラジオ（独自）
- 文化放送（独自）
- ニッポン放送（独自）
- ラジオ日本
- CBCラジオ（独自）

第4戦:10月25日
- NHKラジオ第1
- HBCラジオ（独自）
- HBCラジオ制作JRN裏送り
- STVラジオ・文化放送（NRN）
- TBSラジオ（独自）
- ニッポン放送（独自）
- ラジオ日本
- CBCラジオ（独自）
- 東海ラジオ（独自）

第5戦:10月26日
- NHKラジオ第1
- HBCラジオ（独自）
- HBCラジオ制作JRN裏送り
- STVラジオ（独自）
- STVラジオ制作NRN裏送り
- TBSラジオ（独自）
- 文化放送（独自）
- ニッポン放送（独自）
- ラジオ日本
- CBCラジオ（独自）
- 東海ラジオ（独自）